# Liste der Kulturgüter von nationaler Bedeutung im Kanton Appenzell Innerrhoden
Diese Liste enthält alle national bedeutenden Kulturgüter (A-Objekte, geregelt in KGSV) im Kanton Appenzell Innerrhoden, die in der Ausgabe 2009 (Stand: 1. Januar 2018) des Schweizerischen Inventars der Kulturgüter von nationaler und regionaler Bedeutung vermerkt sind. Sie ist nach politischen Gemeinden sortiert; enthalten sind elf Einzelbauten, zwei Sammlungen und zwei archäologische Fundstellen.

## Abkürzungen
- A: Archäologie
- Arch: Archiv
- B: Bibliothek
- E: Einzelobjekt
- M: Museum
- O: Mehrteiliges Objekt

## Inventar nach Gemeinde

### Appenzell
| KGS-Nr. | Foto | Objektbezeichnung                       | Typ  | Adresse         | Koordinaten     |
| ------- | ---- | --------------------------------------- | ---- | --------------- | --------------- |
| 00331   |      | Pfarrkirche St. Mauritius               | E    | Hauptgasse 2    | 749010 / 244100 |
| 00332   |      | Rathaus                                 | E    | Hauptgasse 6    | 748968 / 244092 |
| 00333   |      | Bauernhaus Kuenzes                      | E    | Lehnstrasse 102 | 749384 / 245189 |
| 00342   |      | Kapuzinerinnenkloster Maria der Engel   | E    | Poststrasse 7   | 748984 / 243951 |
| 00354   |      | Schloss                                 | E    | Poststrasse 5   | 748969 / 243991 |
| 08468   |      | Museum Appenzell                        | M    | Hauptgasse 4    | 748981 / 244094 |
| 08813   |      | Landesarchiv Appenzell Innerrhoden      | Arch | Marktgasse 2    | 748976 / 244127 |
| 09552   |      | Mittelalterliches/neuzeitliches Dorf    | A    |                 | 748400 / 244000 |
| 09907   |      | Horersjokelis Wohnhaus mit Stallscheune | E    | Lehn 76         | 748971 / 244987 |

### Gonten
| KGS-Nr. | Foto | Objektbezeichnung   | Typ | Adresse        | Koordinaten     |
| ------- | ---- | ------------------- | --- | -------------- | --------------- |
| 00363   |      | Bürgerhaus Roothuus | E   | Dorfstrasse 36 | 744254 / 243752 |

### Schlatt-Haslen
| KGS-Nr. | Foto | Objektbezeichnung    | Typ | Adresse | Koordinaten     |
| ------- | ---- | -------------------- | --- | ------- | --------------- |
| 00383   |      | Bauernhaus Ulrichlis | E   | Lank    | 747904 / 246034 |

### Schwende-Rüte
| KGS-Nr. | Foto | Objektbezeichnung                                                  | Typ | Adresse                     | Koordinaten     |
| ------- | ---- | ------------------------------------------------------------------ | --- | --------------------------- | --------------- |
| 00370   |      | Alte Bleiche                                                       | E   | Appenzell, Bleichestrasse 8 | 749623 / 243824 |
| 00386   |      | Wildkirchli (Kopie Klause, Kapelle St. Michael, Gasthaus Aescher)  | E   | Aescher 1, 1g, 1h           | 749506 / 238960 |
| 09553   |      | Altwasser-Höhle (spätpaläolithischer Abri)                         | A   | Stiefelwald                 | 750895 / 236008 |
| 10417   |      | Wildkirchli, paläolithische Wohnhöhle und neuzeitliche Einsiedelei | A   | Aescher 1g, 1h              | 749506 / 238959 |
| 16459   |      | Wetterwarte Säntis                                                 | E   | Urnäsch, Säntis 2           | 744187 / 234916 |
| 16460   |      | Alpgebäude Augstberg                                               | O   | Augstberg 1, 1a             | 744081 / 239199 |
| 16461   |      | Alpgebäude Häderen (Ensemble)                                      | O   | Fählen 2, 2a                | 749112 / 235059 |